# Bałaje (Polska)
Bałaje (w latach 1977–1981 Lipówka) – wieś w Polsce, położona w województwie podkarpackim, w powiecie lubaczowskim, w gminie Lubaczów.
W latach 1975–1998 wieś administracyjnie należała do województwa przemyskiego.
| SIMC    | Nazwa    | Rodzaj            |
| ------- | -------- | ----------------- |
| 0605884 | Mokrzyca | do 2023 część wsi |

Wierni Kościoła rzymskokatolickiego należą do parafii św. Karola Boromeusza w Lubaczowie.